# S.S. Matelica Calcio
SS Matelica Calcio là một câu lạc bộ bóng đá Ý có trụ sở tại Matelica, Marche.

## Lịch sử

### Thành lập
Câu lạc bộ được thành lập vào năm 1921.

### Serie D
Trong mùa giải 2012-13, đội được thăng hạng lần đầu tiên, từ Eccellenza Marche đến Serie D.

## Màu sắc và huy hiệu
Màu của câu lạc bộ là trắng và đỏ.

## Danh dự
- Eccellenza:
  - Vô địch (1): 2012-13